# Yves Oehri
Yves Oehri (ur. 15 marca 1987 w Nürensdorf) – liechtensteiński piłkarz, reprezentant kraju i klubu FC Vaduz, do którego trafił latem 2010 roku. Występuje na pozycji obrońcy. W reprezentacji Liechtensteinu zadebiutował w 2006 roku. Dotychczas rozegrał w niej 27 meczów (stan na 31.08.2012).